# Арес
Аре́с или Аре́й (др.-греч. Ἄρης) — в древнегреческой мифологии — бог войны. Входит в состав двенадцати олимпийских богов, сын Зевса и Геры.
В отличие от Афины Паллады — богини честной и справедливой войны, — Арес, отличаясь вероломством и хитростью, предпочитал войну коварную и кровавую, войну ради самой войны. В произведениях Гомера можно встретить отождествление Ареса с войной и смертоносным оружием. Спутники Ареса — сестра, богиня раздора Эрида, дети Фобос (страх) и Деймос (ужас), кровожадная Энио. Его кони, дети одной из эриний и Борея, носили имена: Пламя, Шум, Ужас, Блеск. Атрибутами бога считались собаки, коршун, горящий факел и копьё.
Изображался Арес обычно в виде могучего и зрелого воина в доспехах с мечом в руке и шлемом на голове.
В римской мифологии ему соответствует Марс.

## Происхождение имени
Этимология имени Арес традиционно связывается с др.-греч. ἀρή (arē), ионической формой дорического ἀρά (ara), «проклятие, гибель». В. Буркерт отмечает, что «Арес, по-видимому, является древним абстрактным существительным, означающим толпу битвы, войну». Р. Бекес предположил догреческое происхождение имени. Самая ранняя засвидетельствованная форма имени — микенское a-re, записанное линейным слоговым письмом Б.
Прилагательное эпитет Арейос («воинственный») часто добавлялось к именам других богов, когда они принимали воинственный аспект или становились вовлечёнными в войну: Зевс Арейос, Афина Арейя, даже Афродита Арейя («Афродита внутри Ареса» или «женственный Арес»), которая была воинственной, полностью вооружённой и облачённой в доспехи, была партнёром Афины в Спарте и представлена в храме Афродиты Урании на Китире. В Илиаде слово арес используется как нарицательное существительное, синонимичное слову «битва».
В классический период Аресу даётся эпитет Эниалий, который, кажется, появляется на микенской табличке KN V 52 как e-nu-wa-ri-jo. Эниалия иногда отождествляли с Аресом, а иногда отличали от него как другого бога войны с отдельным культом, даже в одном и том же городе; Буркерт описывает их как «почти двойников».
Имеются свидетельства о негреческом, фракийском происхождении Ареса. Софокл называет его рождённым во Фракии.

## Характеристики
Первоначально считалось, что Гера родила Ареса от прикосновения к волшебному цветку. В более поздних мифах Арес выступал как сын Зевса, который называл его самым ненавистным из всех богов и утверждал, что не будь Арес его родным сыном, он бы давно отправил его в Тартар, туда, где томятся потомки небесного бога Урана.
В античной литературе можно встретить упоминания о том, что Арес был любовником самой красивой из богинь — Афродиты, иногда даже называются дети, которые были рождены от этого союза: Эрот, Антерос, Гармония, Гимерос, Фобос (страх) и Деймос (ужас). Из-за своих отрицательных качеств Арес с большим трудом утвердился среди остальных олимпийских богов, поэтому в его образе явственно прослеживаются следы напластования различных эпох.
Некогда в течение 13 месяцев (лунного года) заточён в медной амфоре, либо в глиняном чане. Его пленили на время Алоады. Сам Арес освободил захваченного в плен Сизифом бога смерти Танатоса.
Арес был возлюбленным богини Афродиты. Об их любви и нарушении Афродитой супружеской верности, очень часто упоминается в античной мифологии.
В битве за Пилос был ранен Гераклом. Также Геракл ранил его, когда убил Кикна.
Арес участвовал в Троянской войне на стороне троянцев и был побеждён Афиной.
Сын финикийского царя Агенора Кадм, основавший Фивы в Беотии, убил посвящённого Аресу дракона.

## Потомство Ареса
От союза Ареса и Афродиты родились Эрот (любовь), Антерос (страсть, ненависть), Пофос (бог любовной тоски), Фобос (страх), Деймос (ужас) и Гармония, а также Гимерос.
Также его дочерью была Энио.
Потомство:
- Алкиппа. От Агравлы.
- Алкон.
- Амазонки. От нимфы Гармонии или Афродиты.
- Аскалаф и Иалмен. От Астиохи.
- Аэроп. От Аэропы. Мифический царь Тегеатиды (версия).
- Бистон и Диомед фракиец. От Кирены.
- Дракон в Фивах, убитый Кадмом. От эринии Тильфосы.
- Дриант из Калидона.
- Дриант фракиец.
- Евен, Мол, Пилос и Фестий. От Демоники или Демодики.
- Иксион (версия).
- Ипполита (она же Антиопа) и Пенфесилея. От Отреры.
- Ифит и Токсей. От Антиохи (версия).
- Кикн. От Пирены или Пелопии.
- Лик. Царь Ливии.
- Ликаон (неясно).
- Ликург фракиец (версия).
- Меланипп. От Тритии.
- Мелеагр. От Алфеи.
- Мерион (версия).
- Миний (версия).
- Нис мегарец (версия).
- Оксил. От Протогении.
- Парфенопей. От Аталанты (версия).
- Порфаон (версия).
- Ромул и Рем. От Сильвии или Эмилии.
- Терей. От Бистониды[28].
- Тидей. От Перибеи.
- Титаресий.
- Фавн (версия).
- Флегий. От Дотиды или Хрисы.
- Фракс.
- Фрасса. От Терины.
- Халиб.
- Эагр (версия).
- Эномай. От Астерии (она же Стеропа или Астеропа) или Гарпины}.
- Эрифион (Евритион).
- некий сын (лакуна в рукописи Гигина). От Леодоки.

Его дети: (от неизвестных матерей) Меланиппа.
Сватался к Персефоне. Его возлюбленной была Эос.

## Убитые Аресом
- Адонис
- Галиррофий
- Мимант (гигант)
- Пелор (гигант)
- Перифант (сын Охесия)

## Окружение Ареса
Спутницами Ареса были богиня раздора Эрида и кровожадная Энио.
Пироэйс — название звезды Ареса (планеты Марс). Названа так от страстной любви Ареса к Афродите.

## Эпитеты и отождествления Ареса
- Гермес. В микенскую эпоху эпитет Ареса: e-ma-a2 a-re-ja (Гермес Арес)[31].
- Кандаон (или Кандей). Также имя Ареса[32].
- Мамерт. Эпитет Ареса[33].
- Эниалий (Арес Эниалий). Эпитет Ареса.
- Градив. Одно из имён Ареса.

Ареса отождествляют с италийским (римским) Марсом.
Ему поклонялись в Египте (отождествлялся с Гором).

## В литературе и искусстве
Ему посвящены VIII гимн Гомера и LXV орфический гимн.